# Alytes
Az Alytes  a kétéltűek (Amphibia) osztályába, a békák (Anura) rendjébe és az Alytidae családba tartozó nem.

## Leírása
A nembe tartozó fajok Európában, Észak-Afrikában és Mallorca szigetén élnek. Félénk, éjszakai állatok, jelenlétüket zengő énekük árulja el. Nappal kövek, fatörzsek alatt, vagy föld alatti üregekben húzódnak meg. Gyakran rejtőzködnek száraz, homokos talajban, melybe könnyen ásnak rejtekhelyet mellső lábukkal. Szürkületkor bújnak elő élelmet keresni, hajnal előtt rendszerint ugyanarra a rejtekhelyre bújnak vissza. A téli időszakot hibernált állapotban, más állat által elhagyott üregben töltik.

## Rendszerezés
A nembe az alábbi 6 faj tartozik:
- Alytes almogavarii
- ibériai dajkabéka (Alytes cisternasii)
- déli dajkabéka (Alytes dickhilleni)
- marokkói dajkabéka (Alytes maurus)
- mallorcai korongnyelvűbéka (Alytes muletensis)
- közönséges dajkabéka vagy bábabéka  (Alytes obstetricans)